# ژان ویه‌نر
ژان ویه‌نر (انگلیسی: Jean Wiener; ۱۹ مارس ۱۸۹۶ – ۸ ژوئن ۱۹۸۲) آهنگساز، و نوازنده پیانو اهل کشور فرانسه بود. از فیلم‌هایی که وی در آن همکاری داشته‌است می‌توان به بانو ال و حلقه ازدواج اشاره کرد. وی همچنین برندهٔ جوایزی همچون لژیون دونور (شوالیه) شده‌است.